# زوج غير رابط

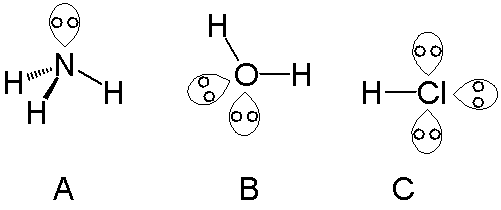

الزوج غير الرابط أو الزوج الوحيد (ملاحظة 1) هو زوج إلكترونات في ذرة بدون ترابط أو مشاركة مع ذرة أخرى. غالبا ما يكون له صفة قطبية سالبة لوجود كثافة الشحنة العالية. يستخدم هذا الزوج لعمل روابط تناسقية، فمثلا عند تصنيع الهيدرونيوم، H3O+, تتواجد الأيونات عند إذابة الأحماض في الماء وتقوم عندها ذرة الأكسجين بإعطاء زوج وحيد لأيون الهيدروجين.

## هوامش
- (ملاحظة 1) يقابلها (بالإنجليزية: non-bonding pair أو lone pair)‏